# Hannoversche Bank

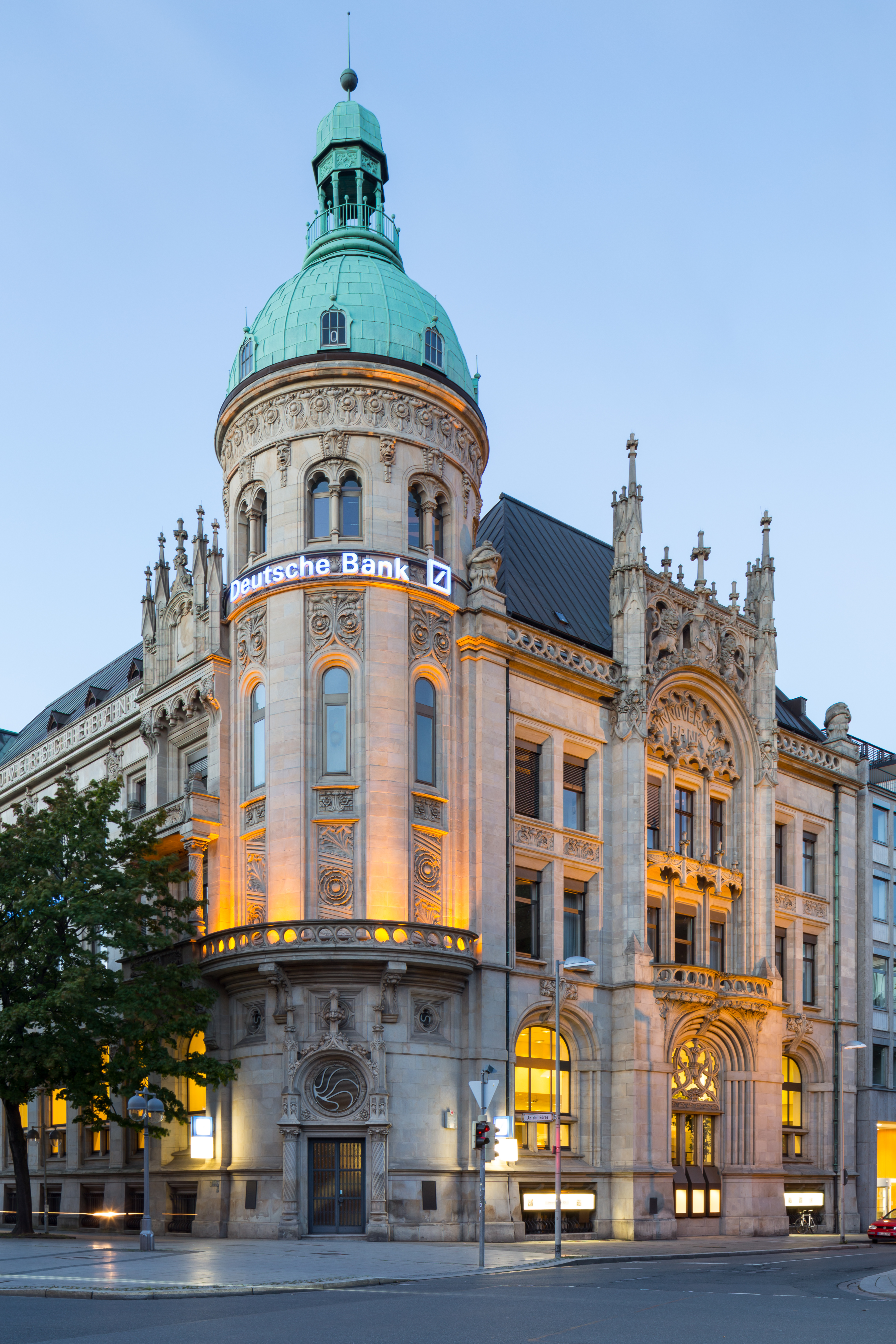
Gebäude der Hannoverschen Bank von Karl Börgemann von 1900 am Georgsplatz, heute eine Niederlassung der Deutschen Bank

Die Hannoversche Bank war von 1856 bis 1920 ein Kreditinstitut mit Sitz in Hannover. Sie war ursprünglich eine staatliche Notenbank und ging in der Deutschen Bank auf.

## Geschichte

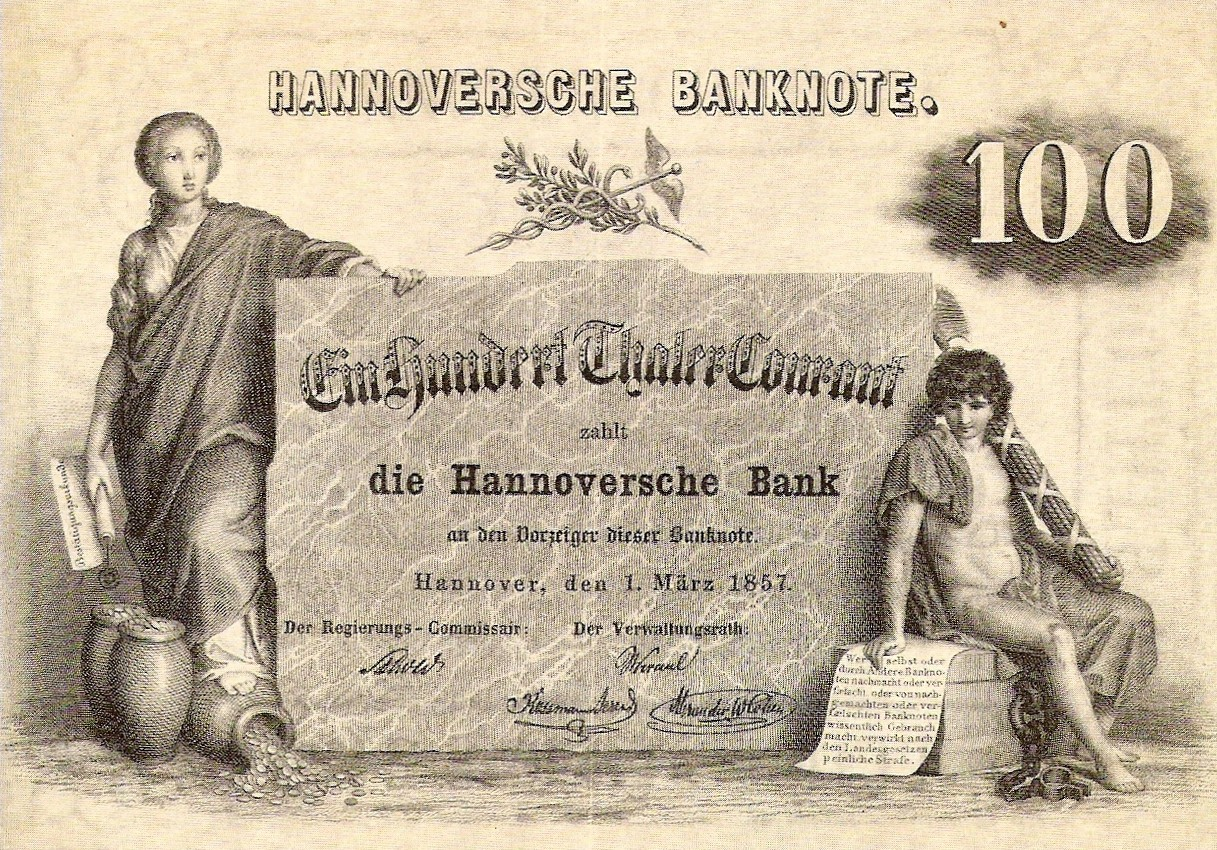
Banknote der Hannoverschen Bank über 100 Taler von 1857

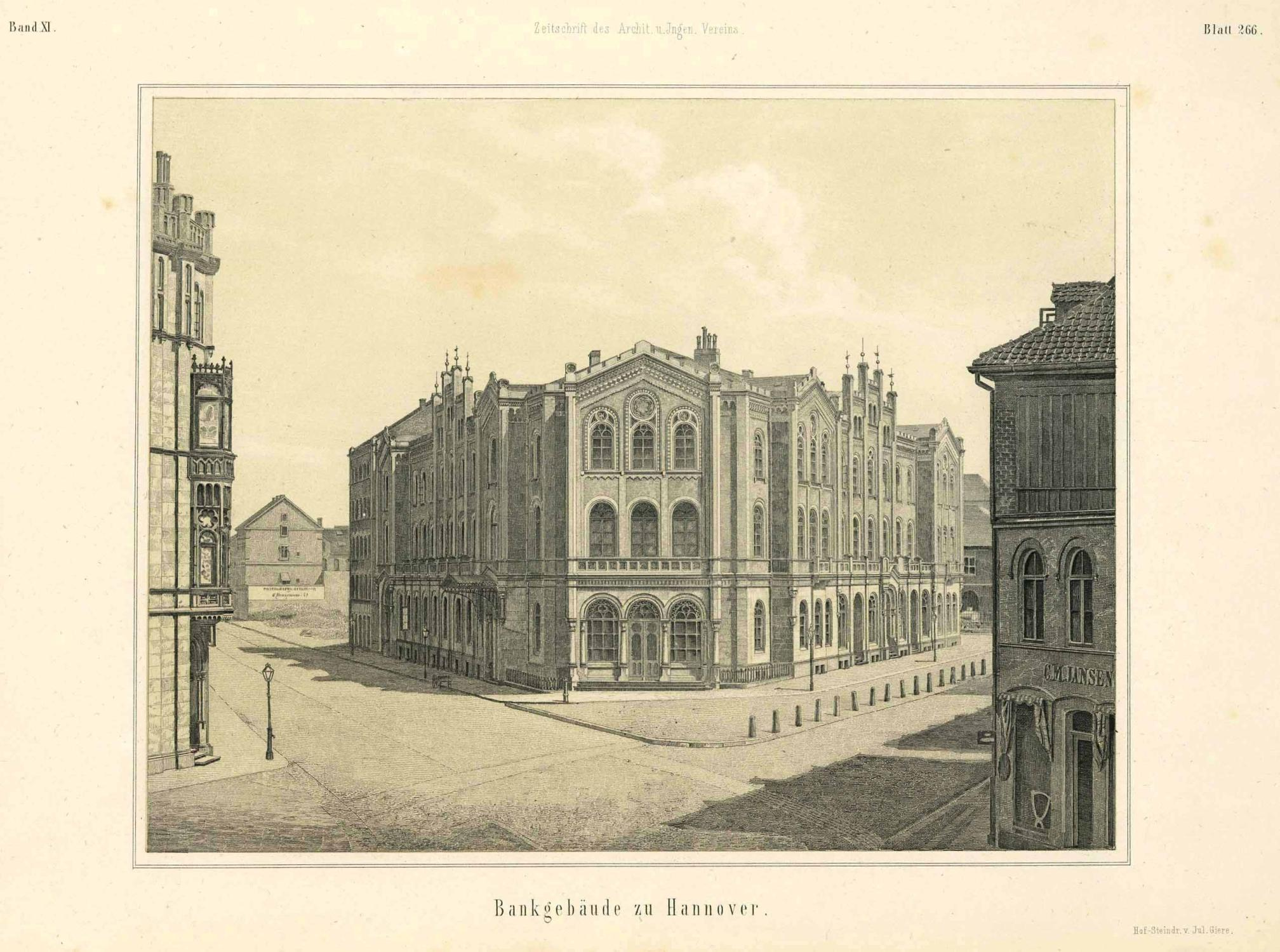
Erstes Gebäude der Hannoverschen Bank an der Georgstraße Ecke Schillerstraße;
getönte Lithographie von Julius Giere, um 1858; Zeitschrift des Architekten- und Ingenieur-Vereins zu Hannover

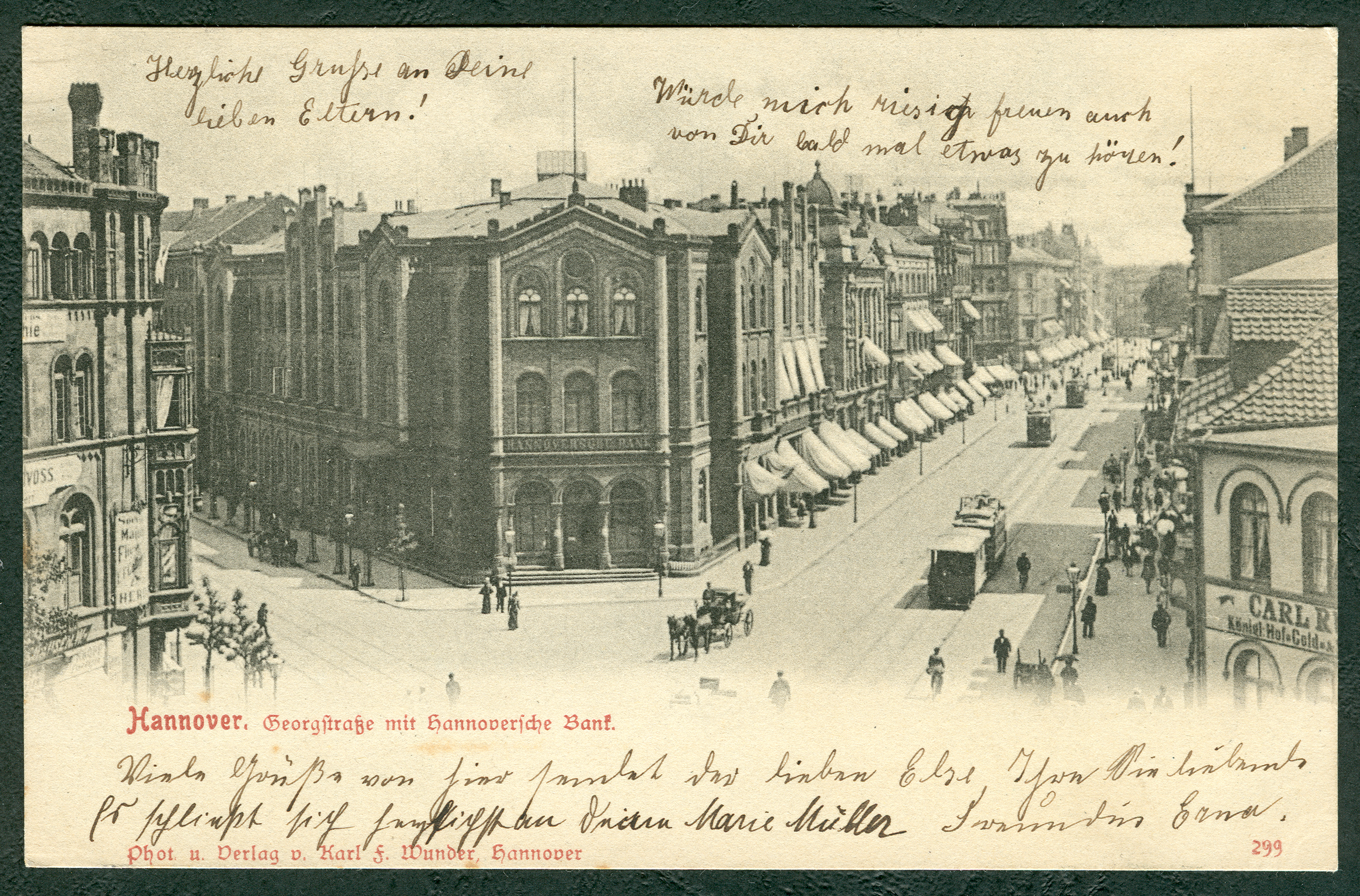
Das Gebäude um 1898 (anstelle des heutigen Karstadt-Gebäudes);
Ansichtskarte Nummer 299 von Karl F. Wunder

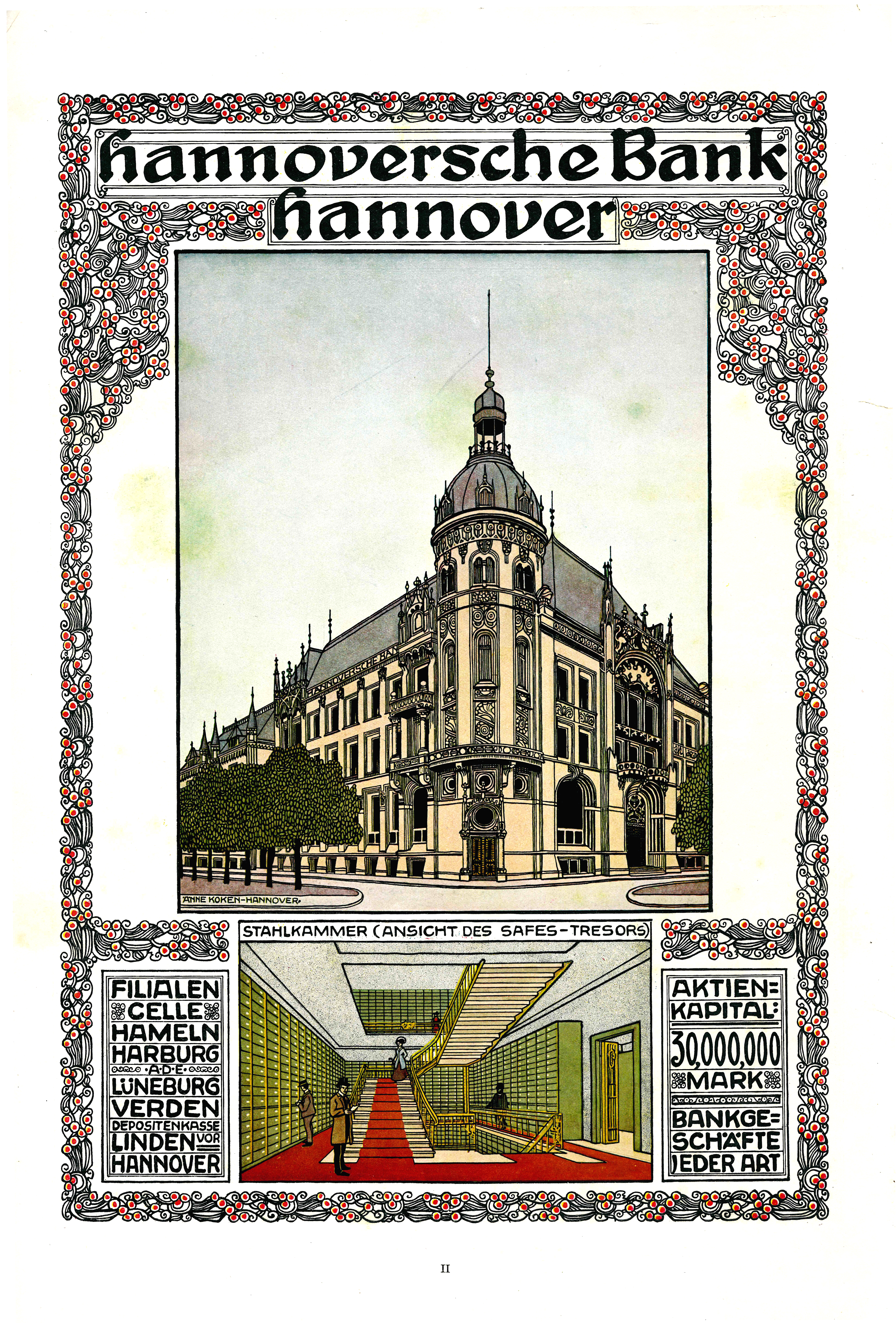
Vollformatige Anzeige mit einer „Ansicht des Safes-Tresors“ im Bankgebäude;
Grafik von Änne Koken in der Illustrirten Zeitung vom 20. April 1911

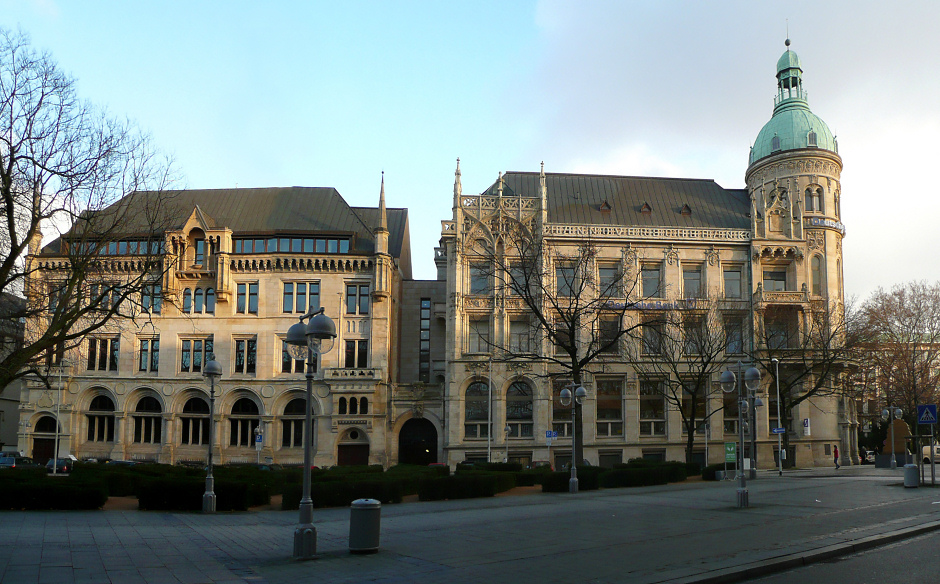
Heutige Seitenansicht der beiden denkmalgeschützten Gebäude im Verlauf der Straße An der Börse

Wie in den anderen deutschen Staaten wurden während der Gründerzeit im 19. Jahrhundert auch in Hannover Wünsche nach einer eigenen Notenbank laut. Die Bank sollte den steigenden Bedarf an Bargeld decken, der durch die einsetzende Industrialisierung und den Beitritt des Königreichs Hannovers 1854 zum Deutschen Zollverein entstanden war. Mit Gesetz des hannoverschen Innenministeriums von 1847 wurde dem Magistrat der Stadt Hannover die Ausgabe von Kassenscheinen über 1 Taler und 5 Taler über eine Summe von 200.000 Talern genehmigt. Da von diesen jedoch 5.000 Taler als Tilgung wieder eingezogen wurden, konnte dies den Bedarf nicht decken. 1856 wurde daher die Hannoversche Bank als Privatnotenbank gegründet und erhielt das Recht zur Notenausgabe. 1857 wurden Noten im Gegenwert von 10, 20, 50 und 100 Talern herausgegeben.
Mit der Annexion des Königreichs Hannover durch Preußen 1866 geriet die Bank in eine schwierige Lage. Zwar galt ihr Notenprivileg weiter, die Noten waren jedoch nicht denen der Preußischen Bank gleichgestellt. Mit der Reichsgründung 1871 verloren die Gliedstaaten des Reiches ihr Gesetzgebungsrecht in Bezug auf das Geldwesen. Die Reichsbank erhielt kein Monopol auf die Emission von Banknoten, die bestehenden Notenbanken behielten das Recht, Banknoten in einem Umfang herauszugeben, der in der Anlage zu § 9 des Bankgesetzes vom 14. März 1875 festgehalten war. Für die Hannoversche Bank war ein Kontingent von Banknoten im Wert von 6.000.000 Mark vorgesehen.
1871 wurde noch ein Schein über 10 Taler und (nach der Währungsreform) einer über 100 Mark ausgegeben. Die Bedingungen, unter der die Bank ihr Recht auf Notenausgabe nutzen konnte, waren jedoch so restriktiv, dass die Hannoversche Bank 1889 freiwillig auf das Recht zur Notenausgabe verzichtete. 1891 endete die Gültigkeit des letzten Scheines der Bank. Die Bank blieb als Geschäftsbank bestehen und ging 1920 in der Deutschen Bank auf. Aufgrund räumlicher Enge entstand 1900 am Georgsplatz ein Neubau durch Karl Börgemann.

## Persönlichkeiten
- Seit 1869 war der Senator Louis Meyer Aufsichtsratsvorsitzender der Hannoverschen Bank.[4]